# Perasia monaxa
Perasia monaxa là một loài bướm đêm trong họ Noctuidae.